# Beroun-Závodí (nádraží)
Beroun-Závodí je železniční stanice v městské části Závodí ve městě Beroun, Středočeský kraj. Nachází na trati Beroun–Rakovník a odbočuje z ní trať Praha – Rudná u Prahy – Beroun.

## Historie
Nádraží bylo otevřeno 10. září 1900, tehdy pod názvem Beroun-Závodi. Roku 1918 se pojmenování změnilo na Beroun-Závodí a o dva roky později na Beroun v Čechách-Závodí. V roce 1925 se jméno stanice opět vrátilo na Beroun-Závodí. V letech 1939 až 1945 se před české označení dosadilo německé pojmenování Beraun-Zavodi. Následně se nádraží vrátilo k názvu Beroun-Závodí.

## Popis
Stanice je umístěna v nadmořské výšce 230 m n. m. Nachází se zde nádražní budova s čekárnou[zdroj?] a dvě nástupiště. Informovanost cestujících zajišťují informační tabule a rozhlas s informačním systémem INISS 2.

## Fotogalerie

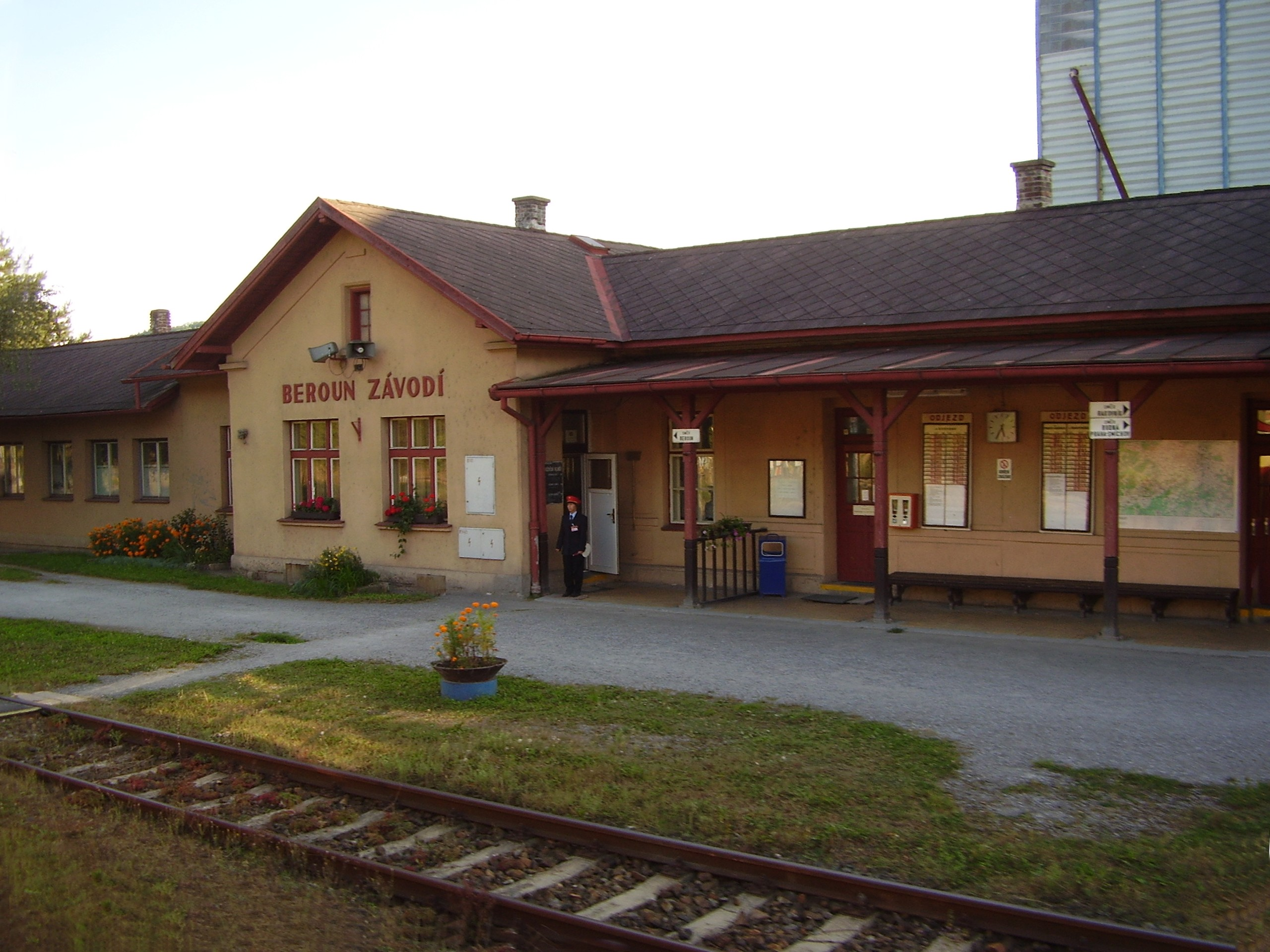
Nádražní budova před rekonstrukcí
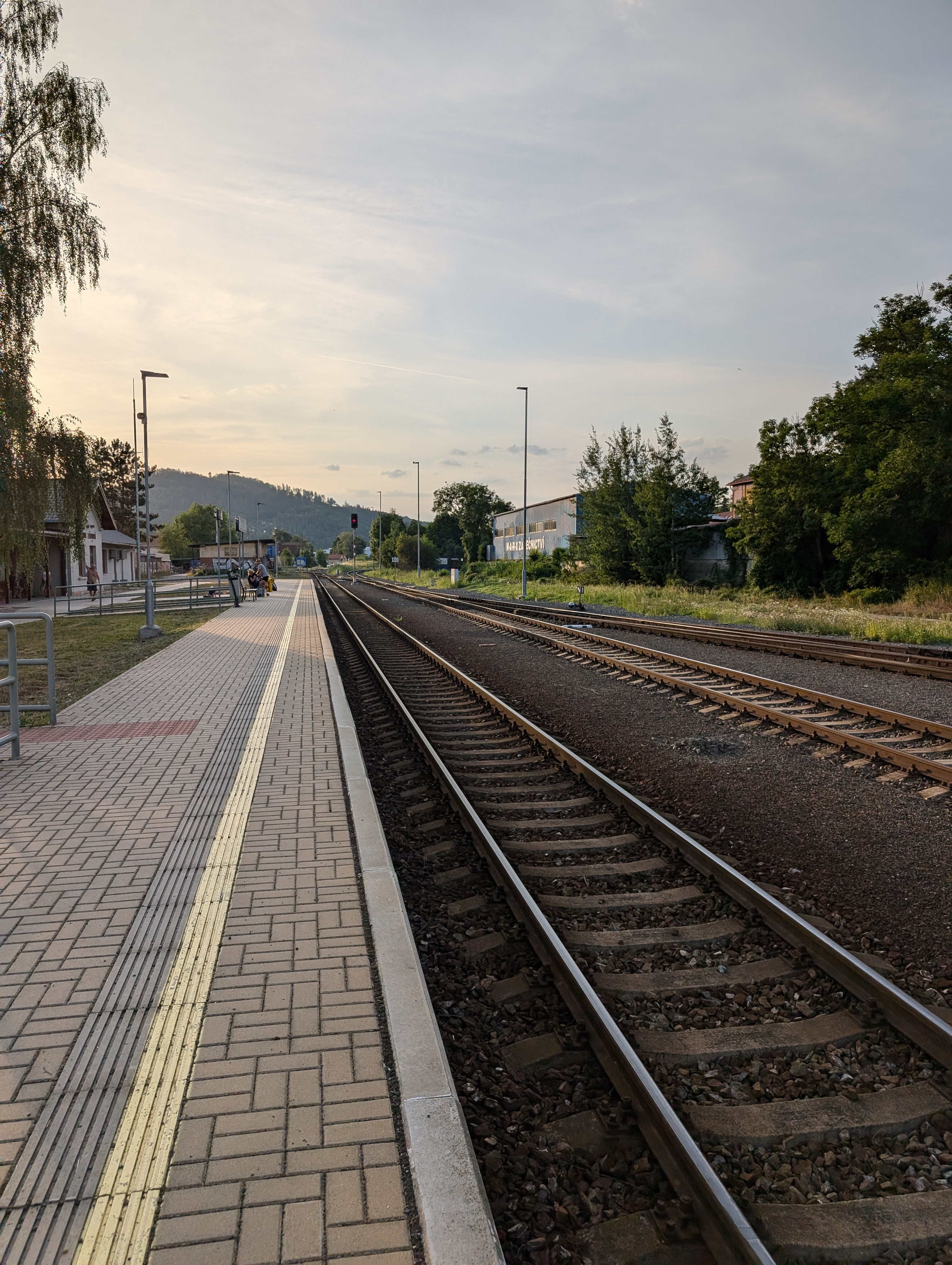
Nástupiště
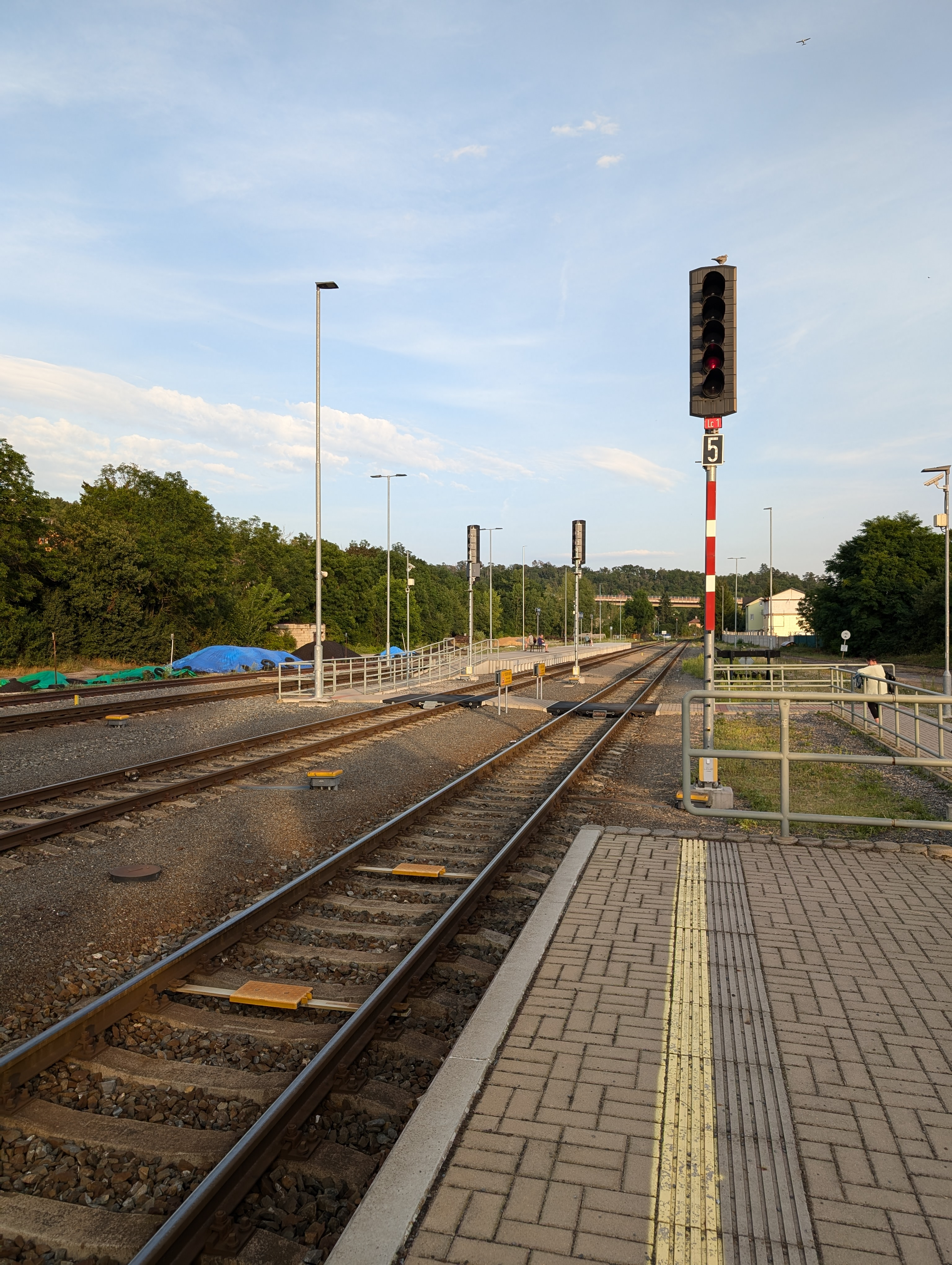
Konec nástupiště - pohled směr Beroun